# Slaveino, Smolean
Slaveino (în bulgară Славейно) este un sat în comuna Smolean, regiunea Smolean,  Bulgaria. 

## Demografie
Componența etnică a satului Slaveino
     Bulgari (96,52%)
     Nicio identificare (3,47%)
     Altele (0%)
La recensământul din 2011, populația satului Slaveino era de 144 locuitori. Din punct de vedere etnic, majoritatea locuitorilor (96,52%) erau bulgari. Pentru 3,47% din locuitori nu este cunoscută apartenența etnică.